# Pit Schubert
Pit Schubert (ur. 2 grudnia 1935 we Wrocławiu, zm. 1 marca 2024) – niemiecki autor literatury faktu. Był założycielem i wieloletnim przewodniczącym Komisji 
Bezpieczeństwa DAV.

## Życiorys
Schubert zaczął swoją przygodę ze wspinaczką w wieku 18 lat. Zyskał popularność zarówno dzięki osiągnięciom wspinaczkowym, jak i publikacjom o tematyce górskiej i bezpieczeństwie. Pit Schubert z wykształcenia jest inżynierem budowy maszyn, przed 15 lat pracował w przemyśle lotniczym i astronautycznym. W 1968 roku był jednym z założycieli Komisji Bezpieczeństwa DAV, której był przewodniczącym aż do 2000, kiedy to przeszedł na emeryturę. Od 1978 roku wykonywał tę pracę na pełny etat. Ponadto był prezydentem Międzynarodowej Federacji Związków Alpinistycznych.

## Osiągnięcia wspinaczkowe
- 1967: Piz Ciavazes, ściana zachodnia, (VI+, 220 m), Dolomity
- 1968: Guglia di Brenta, Płd-zach. krawędź, Schubert/Werner (VI, 380 m), Dolomity
- 1969: Pierwsze zdobycie des Roc Noir (Khangsar Kang, 7485 m), Karakorum
- 1975: Fleischbank, nowa wschodnia ściana, Pohlke/Schubert (VIII, 360 m), Kaisergebirge
- 1976: pierwsze przejście południową flanką Annapurny IV (7525 m),

## Publikacje
- Bezpieczeństwo i ryzyko w skale i lodzie (niem. Sicherheit und Risiko in Fels und Eis), Wydawnictwo Sklep Podróżnika, Bt. I, wydanie I, 2011, ISBN 978-83-7136-082-4, t. II, wydanie I, ISBN 978-83-7136-093-0